# Joke van den Brandt
Joke van den Brandt (Turnhout, 28 september 1937) is een Belgische letterkundige en beoefenaarster van de kalligrafie. Zij studeerde aan het Heilig Grafinstituut van Turnhout en behaalde het diploma voor het middelbaar onderwijs in de letterkundige vakken. Ze werd bekroond in de VBVB-sonnettenwedstrijd in 1981 met gedichten die ze op zeventienjarige leeftijd had geschreven.
Van den Brandt is lid van de vereniging voor Vlaamse Letterkundigen en publiceerde in meerdere literaire tijdschriften. Ze was pionier in Vlaanderen wat betreft het geven en organiseren van cursussen kalligrafie. Ze nodigde ook bekende buitenlandse kalligrafen hiervoor uit in het kader van de vereniging 'Kalligrafia' en organiseerde jarenlang de 'Internationale Grote Prijs Kalligrafie'. Ze was gedurende vele jaren eindredacteur van het tijdschrift 'Letternieuws' van Kalligrafia, de Vlaamse vereniging ter bevordering van de kalligrafie. In december 2009 verscheen het laatste nummer van dit blad.
Zij is gehuwd met Frank-Ivo van Damme (Merksem, 2 september 1932) en moeder van vijf kinderen.

## Selectie van haar activiteiten
- Zij had les in kalligrafie aan de Fachhochschule van Aken, Duitsland en paleografie en codicologie aan de Vrije Universiteit Brussel.
- Publiceerde in 1981 en 1982 Verrezen Verzen in het tijdschrift Spectator i.s.m. Lambert Jageneau, onder redactie van Jef Anthierens.
- Zij werkte mee aan vele bibliofiele uitgaven en nam deel aan tentoonstellingen in België, Nederland, Duitsland, Frankrijk, Oostenrijk, en Italië
- Zij vervaardigde oorkonden voor het Ministerie van de Vlaamse Gemeenschap, Universiteiten (eredoctoraten), het Vlaamse Parlement en Gemeentebesturen.
- Zij gaf cursussen kalligrafie in culturele centra en academies.
- Zij is mede-oprichter en voorzitter van Scriptores (1985-1987).
- Zij is Ridder in de Orde van de Vossenstaart 1998
- In 1999 ontving zij de ANV-Visser-Neerlandia prijs voor Cultuur.
- Joke van den Brandt is sedert 1987 oprichtster en voorzitster van Kalligrafia, de Vlaamse Vereniging ter bevordering van de kalligrafie.
- Zij was eindredacteur van het tijdschrift Letternieuws, driemaandelijks tijdschrift van Kalligrafia en is lid van het curatorium van Ars Scribendi.